# Sanguinisch
Sanguinisch is een temperament of persoonlijkheidstype. Mensen die sanguinisch zijn worden geacht vurige, energieke mensen te zijn. In vroegere tijden werd van hen verondersteld dat ze een overheersende hoeveelheid bloed (sanguis) hadden.
Deze humorestheorie werd ontwikkeld door Hippocrates, en door Galenus verder uitgewerkt, en bleef heel gezaghebbend tijdens de middeleeuwen en lang daarna.
Iemand die sanguinisch is wordt, behalve met bloed, geassocieerd met de lente (nat en warm), en met het element lucht. Een sanguinische persoonlijkheid is in het algemeen optimistisch, vrolijk, vol zelfvertrouwen en populair. Hij of zij kan dromerig zijn en weinig praktisch en impulsief reageren. De persoon beschikt vaak over veel energie, maar heeft moeite die ergens op te richten. De verschijnselen gaan soms in de richting van de manische fase van iemand met een bipolaire stoornis.
Gerard Heymans greep terug naar de Griekse terminologie om zijn typologie van de menselijke persoonlijkheid te beschrijven in zijn "kubus van Heymans". Aanhangers van Rudolf Steiner en de antroposofie gebruiken de indeling in vier temperamenten nog steeds. 
Aderlaten was vroeger een behandeling voor mensen die té sanguinisch geacht werden.